# Dan Fitzgerald
Daniel Louis Fitzgerald (* 30. Dezember 1928 in Oshkosh, Wisconsin; † 21. November 2017 in Miami, Florida) war ein US-amerikanischer Schauspieler.

## Leben
Fitzgerald diente nach seiner Schulausbildung im Koreakrieg. Im Anschluss an seinen Wehrdienst zog er nach Kalifornien, wo er eine Schauspielausbildung am Pasadena Playhouse absolvierte. Nach ersten kleinen Auftritten wandte er sich vom Showgeschäft ab und arbeitete in Miami als Mode-Promoter. Bald gründete er auch eine eigene Modelagentur, mit der er zahlreiche Schönheitswettbewerbe in Florida veranstaltete. In den 1970er Jahren kehrte er ins Film- und Fernsehgeschäft zurück.
Sein Spielfilmdebüt hatte er im Haifilm Mako, die Bestie. 1980 hatte er eine kleinere Nebenrolle als Arzt im Science-Fiction-Film Der letzte Countdown an der Seite von Kirk Douglas und Martin Sheen. Dem deutschsprachigen Film- und Fernsehpublikum wurde Fitzgerald am ehesten durch seine Rollen neben Bud Spencer und Terence Hill bekannt; in Bud, der Ganovenschreck stellte er Senator Edward Anderson dar, in Zwei bärenstarke Typen war er als Hotel-Concierge zu sehen. 1991 trat er neben Bud Spencer und Philip Michael Thomas in einer Folge der Fernsehserie Zwei Supertypen in Miami auf. Zu seinen weiteren Fernsehauftritten zählten Gastrollen in Ein Duke kommt selten allein und Miami Vice. Seinen letzten Auftritt auf der großen Leinwand hatte er 2005 in der Filmkomödie In den Schuhen meiner Schwester; dies war jedoch nur eine Statistenrolle.

## Privates
Dan Fitzgerald war 62 Jahre mit seiner Frau Dolores verheiratet, die 2016 verstarb. Aus der Ehe ging ein Sohn hervor.
Am 21. November 2017 verstarb er in Miami, Florida über 5 Wochen vor seinem 89. Geburtstag.

## Filmografie (Auswahl)

### Fernsehen
- 1979: Ein Duke kommt selten allein (The Dukes of Hazard)
- 1984: Miami Vice
- 1990: B.L. Stryker
- 1991: Zwei Supertypen in Miami (Extralarge)

### Film
- 1976: Mako, die Bestie (Mako: The Jaws of Death)
- 1979: Die Wildschweine sind los! (King Frat)
- 1980: Der letzte Countdown (The Final Countdown)
- 1983: Bud, der Ganovenschreck (Cane e gatto)
- 1983: Zwei bärenstarke Typen (Nati con la camicia)
- 1985: Das mörderische Paradies (The Mean Season)
- 1985: Invasion U.S.A.
- 1986: Die Bombe fliegt (Whoops Apocalypse)
- 1988: Police Academy 5 – Auftrag Miami Beach (Police Academy 5: Assignment: Miami Beach)
- 1998: Der Guru (Holy Man)
- 2005: In den Schuhen meiner Schwester (In Her Shoes)